# Shadow RAM
La shadow RAM è un'area di memoria RAM che viene sottratta dalla normale RAM allo scopo di servire particolari componenti hardware.
La maggior parte dei dispositivi o componenti installati in un personal computer (ad esempio i controller SCSI, le schede video, schede audio, ecc. ecc.) dispongono di un proprio BIOS o Firmware. Questi firmware hanno la funzione di fornire il supporto per il colloquio tra la periferica ed il sistema. 
Normalmente sono caricati in memorie di tipo EEPROM, questo fa sì che sia possibile l'utilizzo di versioni più aggiornate i BIOS/Firmware qualora si renda necessaria la correzione di bug o si vogliano migliorare le caratteristiche del relativo hardware. Queste tipo di memorie hanno l'inconveniente di avere generalmente dei tempi di accesso più lenti della memoria centrale (RAM) e visto che vengono utilizzate ad ogni accesso ai dispositivi si ha un rallentamento che penalizza le prestazioni del sistema.
Ad esempio il BIOS della scheda madre e quello della scheda video vengono utilizzati intensivamente durante il normale funzionamento del PC.
Lo shadowing consiste nel riservare una porzione di RAM ai dati necessari a BIOS/Firmware, generalmente contenuti nella ROM, in modo da ridurre il tempo di accesso alle informazioni necessarie per l'utilizzo dell'hardware. La memoria così allocata viene detta shadow RAM, e viene protetta da scrittura e quindi sottratta al quantitativo totale di RAM disponibile dal sistema, è per questo motivo che in caso di massiccio utilizzo di shadow ram le prestazioni potrebbero non subire un incremento bensì un decremento, in funzione di quanta RAM può venire utilizzata dalle applicazioni.